# Tamási
Tamási [tɒma:ʃi] ist eine ungarische Stadt im Kreis Tamási im Komitat Tolna.

## Geografische Lage
Tamási liegt 45 Kilometer nordwestlich des Komitatssitzes Szekszárd an dem Fluss Koppány. Nachbargemeinden sind Fürged, Ozora, Pincehely, Regöly, Pári, Újireg und Iregszemcse.

## Geschichte
Im Jahr 1913 gab es in der damaligen Großgemeinde 1193 Häuser und 5528 Einwohner auf einer Fläche von 7228 Katastraljochen. Sie gehörte zu dieser Zeit zum Bezirk Tamási im Komitat Tolna.

## Städtepartnerschaften
Es bestehen folgende Städtepartnerschaften:
- Isernhagen in Deutschland (Niedersachsen)
- Montigny-en-Gohelle in Frankreich
- Pyjterfolwo in der Ukraine
- Stollberg/Erzgebirge in Deutschland (Sachsen)
- Suchy Las in Polen
- Wolgodonsk in Russland
- Wurzen in Deutschland (Sachsen)

## Persönlichkeiten
- Ernő Könnyű (* 1937), Unternehmer und Politiker
- Andrea Osvárt, Schauspielerin und Model

## Sehenswürdigkeiten
- Römisch-katholische Kirche Nagyboldogasszony, erbaut 1719 im barocken Stil
- Szentháromság-Denkmal, erschaffen 1883 von Béla Gerenday

## Thermalbad
Das Thermalbad in Tamási ist das bedeutendste Bad im Komitat Tolna. Es liegt am Fuße des Burgbergs auf einer Grünfläche von 7 Hektar und ist seit 2007 im Besitz der Stadt. Im Freibad, das ganzjährig geöffnet hat, gibt es fünf verschieden große Becken mit unterschiedlicher Wassertemperatur. Im Hallenbad befinden sich ein Sprudelbad und zwei Thermalbecken.

## Verkehr
In Tamási kreuzen sich die  Hauptstraße Nr. 61 und die  Hauptstraße Nr. 65.